# Фильтр (математика)
Фильтр — непустое подмножество частично упорядоченного множества, удовлетворяющее следующим двум условиям:
- если элемент {\displaystyle x} входит в фильтр, то и любой элемент больший него тоже входит в фильтр;
- если два элемента {\displaystyle x,y} входят в фильтр, то в него входит хотя бы один элемент {\displaystyle z} такой, что {\displaystyle z\leq x,z\leq y}.[1]

Понятие происходит из общей топологии, где возникают фильтры на решётке всех подмножеств какого-либо множества, упорядоченных отношением включения. Фильтр — понятие, двойственное идеалу.
Фильтры были введены Анри Картаном в 1937 году и впоследствии использованы Никола Бурбаки в их книге Topologie Générale как альтернатива аналогичному понятию сети, разработанному в 1922 году Э. Г. Муром и Г. Л. Смитом.

## Определение в рамках теории решёток
Подмножество {\displaystyle F} полурешётки {\displaystyle L} называется фильтром, если
- для всех {\displaystyle a,b\in F}, {\displaystyle a\land b\in F}
- для всех {\displaystyle a\in F} и {\displaystyle b} таких, что {\displaystyle a\leq b}, {\displaystyle b\in F}

Фильтр называется собственным, если {\displaystyle F\neq L}.
Собственный фильтр такой, что не существует других собственных фильтров, его содержащих, называется ультрафильтром или максимальным фильтром.
Фильтр {\displaystyle F} решётки называется простым, если в нём для всех {\displaystyle a,b\in L} из того, что {\displaystyle a\lor b\in F}, следует, что либо {\displaystyle a\in F}, либо {\displaystyle b\in F}.
Минимальный фильтр, содержащий данный элемент {\displaystyle x}, называется главным фильтром, сгенерированным главным элементом {\displaystyle x}.
Если {\displaystyle F} фильтр, то {\displaystyle L\backslash F} является идеалом.

## Фильтр на булевой алгебре
Фильтром на булевой алгебре {\displaystyle M} называется подмножество {\displaystyle D\subseteq M}, для которого выполняются условия:
- {\displaystyle D\neq \varnothing },
- {\displaystyle x,y\in D\Rightarrow (x\cap y)\in D},
- {\displaystyle x\in D,x\leqslant y\Rightarrow y\in D},
- {\displaystyle x\in D\Rightarrow {\bar {x}}\notin D}.

Фильтр {\displaystyle D} на булевой алгебре {\displaystyle M} называется ультрафильтром, если выполняется условие:
- {\displaystyle \forall x\in M:x\in D\vee {\bar {x}}\in D}.

Фильтр {\displaystyle D} на булевой алгебре {\displaystyle M} называется простым, если он удовлетворяет условию:
- {\displaystyle \forall x,y\in M:(x\cup y)\in D\Rightarrow x\in D\vee y\in D}.

Фильтр {\displaystyle D} на булевой алгебре {\displaystyle M} называется максимальным, если он не содержится ни в каком другом фильтре на {\displaystyle M}.

## Фильтры на множествах
Частным случаем фильтра является фильтр на множестве. Для каждого множества {\displaystyle X} можно определить решётку его подмножеств {\displaystyle ({\mathcal {P}}(X),\subseteq )}. Тогда фильтр {\displaystyle {\mathfrak {F}}} на {\displaystyle X} определяется как подмножество {\displaystyle {\mathcal {P}}(X)}, удовлетворяющее следующим условиям:
- {\displaystyle {\mathfrak {F}}\neq \varnothing }
- {\displaystyle \varnothing \notin {\mathfrak {F}}}
- пересечение любых двух элементов {\displaystyle {\mathfrak {F}}} лежит в {\displaystyle {\mathfrak {F}}}
- надмножество любого элемента {\displaystyle {\mathfrak {F}}} лежит в {\displaystyle {\mathfrak {F}}}

Фильтр вида {\displaystyle {\mathfrak {F}}_{Z}=\{Y\in {\mathcal {P}}(X)\mid Z\subseteq Y\}} называется фильтром, порожденным множеством {\displaystyle Z}. Фильтр, порожденный множеством из одного элемента, называется главным. Главный фильтр является
ультрафильтром.

### База фильтра
Пусть {\displaystyle {\mathfrak {F}}} — фильтр на множестве {\displaystyle X}. Семейство {\displaystyle {\mathfrak {B}}} подмножеств {\displaystyle B\subset {\mathfrak {F}}} называется базой (базисом) фильтра {\displaystyle {\mathfrak {F}}}, если любой элемент фильтра {\displaystyle {\mathfrak {F}}} содержит некоторый элемент базы {\displaystyle {\mathfrak {B}}}, то есть для любого {\displaystyle Y\in {\mathfrak {F}}} существует {\displaystyle B\in {\mathfrak {B}}} такое, что {\displaystyle B\subset Y}. При этом фильтр {\displaystyle {\mathfrak {F}}} совпадает с семейством всевозможных надмножеств множеств из {\displaystyle {\mathfrak {B}}}. В частности, фильтры, имеющие общую базу, совпадают. Говорят также, что база {\displaystyle {\mathfrak {B}}} порождает фильтр {\displaystyle {\mathfrak {F}}}
Для того, чтобы семейство {\displaystyle {\mathfrak {B}}=\{B\}} подмножеств множества {\displaystyle X} являлось базой некоторого фильтра на {\displaystyle X} необходимо и достаточно выполнение следующих условий (аксиом базы):
- {\displaystyle {\mathfrak {B}}\neq \varnothing };
- {\displaystyle \varnothing \not \in {\mathfrak {B}}};
- для любых {\displaystyle A,B\in {\mathfrak {B}}} существует {\displaystyle C\in {\mathfrak {B}}} такое, что {\displaystyle A\cap B\supset C}.

Две базы {\displaystyle {\mathfrak {B}}} и {\displaystyle {\mathfrak {B}}'} называются эквивалентными, если любой элемент {\displaystyle B\in {\mathfrak {B}}} содержит в себе некоторый элемент {\displaystyle B'\in {\mathfrak {B}}'}, и наоборот, любой элемент {\displaystyle B'\in {\mathfrak {B}}'} содержит в себе некоторый элемент {\displaystyle B\in {\mathfrak {B}}}.
Эквивалентные базы порождают один и тот же фильтр. Среди всех баз, эквивалентных данной базе {\displaystyle {\mathfrak {B}}} существует максимальная по включению база, а именно, порождаемый этой базой фильтр {\displaystyle {\mathfrak {F}}}. Таким образом, между классами эквивалентных баз и фильтрами существует естественное взаимно-однозначное соответствие.

### Сравнение фильтров
Пусть на множестве {\displaystyle X} заданы два фильтра {\displaystyle {\mathfrak {F}}} и {\displaystyle {\mathfrak {F}}'}. Говорят, что фильтр {\displaystyle {\mathfrak {F}}'} мажорирует фильтр {\displaystyle {\mathfrak {F}}} ({\displaystyle {\mathfrak {F}}'} сильнее {\displaystyle {\mathfrak {F}}}, {\displaystyle {\mathfrak {F}}'} тоньше {\displaystyle {\mathfrak {F}}}), если {\displaystyle {\mathfrak {F}}'\supset {\mathfrak {F}}}. В этом случае также говорят, что фильтр {\displaystyle {\mathfrak {F}}} мажорируется фильтром {\displaystyle {\mathfrak {F}}'} ({\displaystyle {\mathfrak {F}}} слабее {\displaystyle {\mathfrak {F}}'}, {\displaystyle {\mathfrak {F}}} грубее {\displaystyle {\mathfrak {F}}'}).
Говорят, что база {\displaystyle {\mathfrak {B}}'} сильнее базы {\displaystyle {\mathfrak {B}}}, и записывают {\displaystyle {\mathfrak {B}}'\geqslant {\mathfrak {B}}}, если любой элемент {\displaystyle B\in {\mathfrak {B}}} содержит в себе некоторый элемент {\displaystyle B'\in {\mathfrak {B}}'}.
База {\displaystyle {\mathfrak {B}}'} сильнее базы {\displaystyle {\mathfrak {B}}} тогда и только тогда, когда фильтр {\displaystyle {\mathfrak {F}}'}, порожденный базой {\displaystyle {\mathfrak {B}}'}, сильнее фильтра {\displaystyle {\mathfrak {F}}}, порожденного базой {\displaystyle {\mathfrak {B}}}.
Базы {\displaystyle {\mathfrak {B}}} и {\displaystyle {\mathfrak {B}}'} эквивалентны тогда и только тогда, когда одновременно {\displaystyle {\mathfrak {B}}'\geqslant {\mathfrak {B}}} и {\displaystyle {\mathfrak {B}}\geqslant {\mathfrak {B}}'}.

### Фильтры в топологических пространствах
Пусть {\displaystyle (X,{\mathcal {T}})} — топологическое пространство и {\displaystyle {\mathfrak {F}}} — фильтр на множестве {\displaystyle X}. Точка {\displaystyle a\in X} называется пределом фильтра {\displaystyle {\mathfrak {F}}}, если любая окрестность {\displaystyle V(a)} точки {\displaystyle a} принадлежит фильтру {\displaystyle {\mathfrak {F}}}. Обозначение: {\displaystyle a\in \lim {\mathfrak {F}}}. Если {\displaystyle a} является единственным пределом фильтра, то также пишут {\displaystyle a=\lim {\mathfrak {F}}}.
Для фильтра {\displaystyle {\mathfrak {F}}}, порожденного базой {\displaystyle {\mathfrak {B}}}, точка {\displaystyle a} является его пределом тогда и только тогда, когда любая окрестность {\displaystyle V(a)} целиком содержит некоторое множество из {\displaystyle {\mathfrak {B}}}.
В хаусдорфовом топологическом пространстве фильтр может иметь не более одного предела. Верно и обратное: если каждый фильтр имеет не более одного предела, то пространство хаусдорфово.
Точка {\displaystyle a\in X} называется предельной точкой (точкой прикосновения, частичным пределом) фильтра {\displaystyle {\mathfrak {F}}}, если {\displaystyle a} принадлежит замыканию любого множества из {\displaystyle {\mathfrak {F}}}, то есть {\displaystyle a\in {\overline {Y}}} для всех {\displaystyle Y\in {\mathfrak {F}}}. Равносильно, для любой окрестности {\displaystyle V(a)} точки {\displaystyle a} и для любого {\displaystyle Y\in {\mathfrak {F}}} выполнено {\displaystyle V(a)\cap Y\neq \varnothing }. Любая предельная точка ультрафильтра является его пределом.
В компактном топологическом пространстве любой фильтр имеет предельную точку, а любой ультрафильтр имеет предел.

## Примеры
- Множество всех окрестностей точки топологического пространства является фильтром;
- Если {\displaystyle X} — бесконечное множество, то множество дополнений конечных множеств является фильтром. Такой фильтр называется конечным фильтром или фильтром Фреше.
- Если {\displaystyle X} — бесконечное множество мощности {\displaystyle {\mathfrak {m}}}, то множество дополнений множеств мощности {\displaystyle <{\mathfrak {m}}} тоже является фильтром.